# Golion
Golion (百獣王ゴライオン,?, Hyakujūō Goraion, lett. Golion, re delle cento bestie) è un anime televisivo in 52 puntate prodotto nel 1981 dalla Toei Animation e trasmesso in Italia l'anno seguente. La serie, che non ebbe grande successo in patria, fu utilizzata con maggior fortuna per la serie di montaggio americana Voltron.

## Trama
Cinque esploratori spaziali terrestri fanno ritorno sulla Terra dopo lungo tempo per trovarla devastata da una guerra nucleare ed occupata dagli alieni del pianeta Galra, che hanno approfittato della guerra per attuare i loro piani di conquista galattica, guidati dal malvagio Re Tay Bazaal. Catturati dagli alieni, vengono condotti sul loro pianeta, ma riescono rocambolescamente a fuggire a bordo di una navicella spaziale. Inseguiti dai galriani, precipitano sul pianeta Althea, dove vengono salvati ed accolti dalla principessa Fara, la quale svela loro il segreto dell'esistenza di Golion, un prodigioso robot formato da cinque leoni meccanici, grazie al quale sarà possibile abbattere una volta per tutte la tirannia dell'Impero Galattico di Galra.

## Personaggi
Akira Kogane
Doppiato da: Ermanno Ribaudo (ed. italiana)
Isamu Kurogane
Doppiato da: Giuliano Quaglio (ed. italiana)
Takashi Shirogane
Doppiato da: Riccardo Rossi (ed. italiana)
Tsuyoshi Seidou
Doppiato da: Nino Scardina (ed. italiana)
Hiroshi Suzuishi
Doppiato da: Sergio Gibello (ed. italiana)
Fara
Doppiata da: Bianca Toso (ed. italiana)
Raydeel
Doppiato da: Diego Michelotti (ed. italiana)
Ilse la governante
Doppiata da: Daniela Gatti (ed. italiana)
Tay Bazaal
Doppiato da: Sandro Sardone (ed. italiana)
Principe Synkrain
Doppiato da: Giorgio Locuratolo (ed. italiana)
Onesha la strega
Doppiata da: Elena Magoia (ed. italiana)
Sadak
Doppiato da: Maurizio Reti (ed. italiana)

## Episodi
| Nº | Titolo italiano Giapponese 「Kanji」 - Rōmaji                                           | In onda           | In onda           |
| Nº | Titolo italiano Giapponese 「Kanji」 - Rōmaji                                           | Giapponese        | Italiano          |
| 1  | Fuga dalla nave degli schiavi 「奴隷城からの脱出」                                      | 4 marzo 1981      | 22 settembre 1982 |
| 2  | Il pianeta Althea 「死滅した幻の星」                                                    | 11 marzo 1981     |                   |
| 3  | Le cinque chiavi 「亡霊と五つの鍵（名称不明）」                                         | 18 marzo 1981     |                   |
| 4  | Il grande Golion 「伝説巨人の復活（名称不明）」                                         | 25 marzo 1981     |                   |
| 5  | La fortezza di re Raimon 「新しき戦いの砦（デスブラック獣人デスヘル）」                 | 1º aprile 1981    |                   |
| 6  | La morte del leone azzurro 「勇者銀の死（デスブラック獣人ガルシア）」                   | 8 aprile 1981     |                   |
| 7  | Il ritorno del leone azzurro 「美しき姫の戦い（デスブラック獣人モギューラ）」           | 15 aprile 1981    |                   |
| 8  | Uno straniero su Althea 「盗まれた青獅子（デスブラック獣人バンバラ）」                  | 22 aprile 1981    |                   |
| 9  | La fanciulla del paese del diavolo 「悪魔の国の少女（デスブラック獣人ガガール）」       | 29 aprile 1981    |                   |
| 10 | Il segreto del leone bianco 「白ライオンの秘密（デスブラック獣人ライアン）」            | 6 maggio 1981     |                   |
| 11 | La pioggia rossa 「地獄の赤い雨（デスブラック獣人バファロー）」                         | 13 maggio 1981    |                   |
| 12 | Un monumento per Tay-Bazaal 「大帝王の悪業（デスブラック獣人ツインタイタン）」          | 20 maggio 1981    |                   |
| 13 | La principessa Elena 「美女ホネルバ出現（名称不明）」                                   | 27 maggio 1981    |                   |
| 14 | Il principe dell'inferno 「地獄の皇太子」                                               | 3 giugno 1981     |                   |
| 15 | Il fantasma di Takashi 「銀の幻を乗り越えろ」                                           | 10 giugno 1981    |                   |
| 16 | Il ponte dell'amore 「伝説の愛の橋（デスブラック獣人マンモズ）」                        | 17 giugno 1981    |                   |
| 17 | La grande sfida 「宇宙の挑戦状（デスブラック獣人サムソン）」                            | 24 giugno 1981    |                   |
| 18 | Il bosco dei mostri 「恐怖の森の足音（デスブラック獣人ツリーダ）」                      | 1º luglio 1981    |                   |
| 19 | Il ricatto di Synkrain 「謎の幽霊城（亀型戦闘戦艦）」                                   | 8 luglio 1981     |                   |
| 20 | Addio alla Terra 「さようなら地球（デスブラック獣人バトルダ）」                         | 15 luglio 1981    |                   |
| 21 | Il castello fantasma 「アルテアの姉弟星（デスブラック獣人キルレスラー）」               | 22 luglio 1981    |                   |
| 22 | I fiori dell'amicizia 「幻の宇宙花（デスブラック獣人デスビートル）」                    | 29 luglio 1981    |                   |
| 23 | La predizione di Onesha 「十三日の金曜日（デスブラック獣人カラマン）」                  | 5 agosto 1981     |                   |
| 24 | Uno strano attacco 「小さな影を探せ（デスブラック獣人キャットガン）」                   | 12 agosto 1981    |                   |
| 25 | Avventura sul pianeta Mura 「巨大砲を破壊せよ（ガルラ星銀河列車）」                     | 19 agosto 1981    |                   |
| 26 | L'ultima avventura...? 「見えない敵を倒せ（デスブラック獣人ブルバー）」                 | 26 agosto 1981    |                   |
| 27 | 「巨大獣人の子守歌（名称不明）」 – "Medusa nello spazio"                                | 2 settembre 1981  | inedito           |
| 28 | 「悪魔の誕生日」 – "Il tesoro del pianeta Tyrus"                                        | 9 settembre 1981  | inedito           |
| 29 | 「火の空が迫る（デスブラック獣人デビルバーン）」 – "Attrazione magnetica"               | 16 settembre 1981 | inedito           |
| 30 | 「皇太子の黒い恋」 – "La principessa addormentata"                                      | 23 settembre 1981 | inedito           |
| 31 | 「恐怖のメカ獣人（メカブラック獣人ラムダー）」 – "La robot-bestia stregata"             | 30 settembre 1981 | inedito           |
| 32 | 「見よ百トンパンチ（メカブラック獣人ガンマ）」 – "Un trapianto per il leone blu"        | 7 ottobre 1981    | inedito           |
| 33 | 「宇宙ガエルの恐怖（メカブラック獣人オメガザウラ）」 – "Le rane diaboliche"             | 14 ottobre 1981   | inedito           |
| 34 | 「地下潜行作戦（メカブラック獣人デルター）」 – "Synkrain intrappola Hiroshi"            | 21 ottobre 1981   | inedito           |
| 35 | 「サッカー場を守れ（メカブラック獣人パイ）」 – "I giochi olimpici"                      | 28 ottobre 1981   | inedito           |
| 36 | 「光と影の死闘（メカブラック獣人デッドゾーン）」 – "Il sosia di Synkrain"               | 4 novembre 1981   | inedito           |
| 37 | 「宇宙のスピード狂（メカブラック獣人ミューレッガー）」 – "Il nuovo sicario di Synkrain" | 11 novembre 1981  | inedito           |
| 38 | 「ゴライオン狩り（メカブラック獣人カッパー）」 – "Il raid dei berretti rossi"           | 18 novembre 1981  | inedito           |
| 39 | 「超重力星のわな」 – "La cometa omega"                                                  | 25 novembre 1981  | inedito           |
| 40 | 「明日なきアルテア（メカブラック獣人ニュー）」 – "Piccolo principe"                     | 2 dicembre 1981   | inedito           |
| 41 | 「勇者銀の弟（メカブラック獣人ロー）」 – "Matrimonio regale"                            | 9 dicembre 1981   | inedito           |
| 42 | 「死を呼ぶ砂惑星（デスブラック獣人サンド）」 – "I sabbiani"                             | 16 dicembre 1981  | inedito           |
| 43 | 「怒りの少年決死隊（メカブラック獣人イプシロン）」 – "Il pianeta degli schiavi"         | 23 dicembre 1981  | inedito           |
| 44 | 「ジャール星の誓い（偽ゴライオン）」 – "Golion contro Golion"                           | 30 dicembre 1981  | inedito           |
| 45 | 「暗黒の大軍団（メカブラック獣人アルファ）」 – "Il satellite della morte"               | 6 gennaio 1982    | inedito           |
| 46 | 「宇宙鼠ガンバレ（メカブラック獣人キークランス）」 – "I fantastici topi dello spazio"   | 13 gennaio 1982   | inedito           |
| 47 | 「七つの自由な星（メカブラック獣人ゼータ）」 – "Fara pilota Golion"                     | 20 gennaio 1982   | inedito           |
| 48 | 「幻との再会（メカブラック獣人ベータ）」 – "Il ritorno di Garrett"                      | 27 gennaio 1982   | inedito           |
| 49 | 「ヒスの最後（メカブラック獣人ベータ）」 – "Golion al contrattacco"                     | 3 febbraio 1982   | inedito           |
| 50 | 「ガルラへ大進撃（メカブラック獣人ガルラ）」 – "Tay-Bazaal ritorna una robot-bestia"    | 10 febbraio 1982  | inedito           |
| 51 | 「ゴライオン大苦戦（メカブラック獣人ガルラ）」 – "La fine di Tay-Bazaal"                | 17 febbraio 1982  | inedito           |
| 52 | 「燃えろガルラ城」 – "L'ultima battaglia"                                               | 24 febbraio 1982  | inedito           |

## Edizione italiana
La prima edizione televisiva italiana fu curata da Aldo Grimaldi, con la voce narrante di Sergio Matteucci.
In Italia i primi 26 episodi della serie originale furono trasmessi su Canale 5 dal 22 settembre del 1982 e poi su Italia 1 in replica. Nel 2007 e nel 2010 gli stessi 26 episodi sono stati replicati sulla syndication Supersix, mentre nel 2011 sono stati riproposti da Retecapri e NekoTV.
La sigla italiana dal titolo "Go, go, it's time to go!" è stata incisa da Rocco Reitano, nipote di Mino.